# Euchloron lacordairei
Euchloron lacordairei är en fjärilsart som beskrevs av Jean Baptiste Boisduval 1833. Euchloron lacordairei ingår i släktet Euchloron och familjen svärmare. Inga underarter finns listade i Catalogue of Life.